# José Augusto Ferreira Veiga

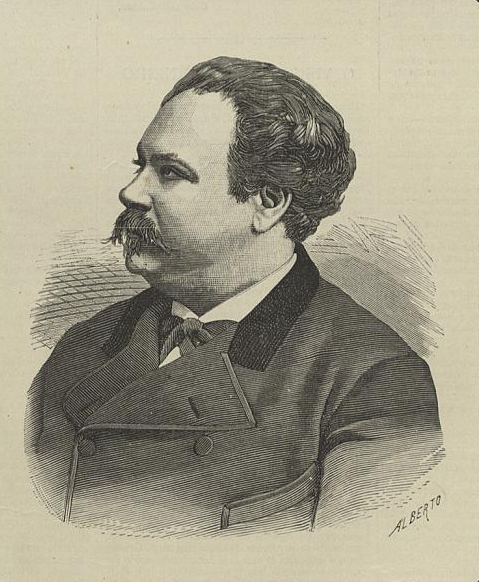
José Augusto Ferreira Veiga 'in O Occidente (1885)

José Augusto Ferreira Veiga, vicomte d'Arneiro, född 22 november 1838 i Macao, död 1903, var en portugisisk tonsättare. 
Veiga, som tillhörde en förnäm portugisisk släkt och på mödernet härstammade från Sverige, studerade juridik vid Coimbras universitet och från 1859 musik samt började komponera. Hans förnämsta arbete är ett Te Deum (1871), som utfördes även i Paris, där det fick titeln "symfonikantat". Hans opera "Ungdomselixiret" gavs i Lissabon 1876. Han ansågs som sin tids främsta portugisiska tonsättare. 